# Piaskowa Góra (powieść)

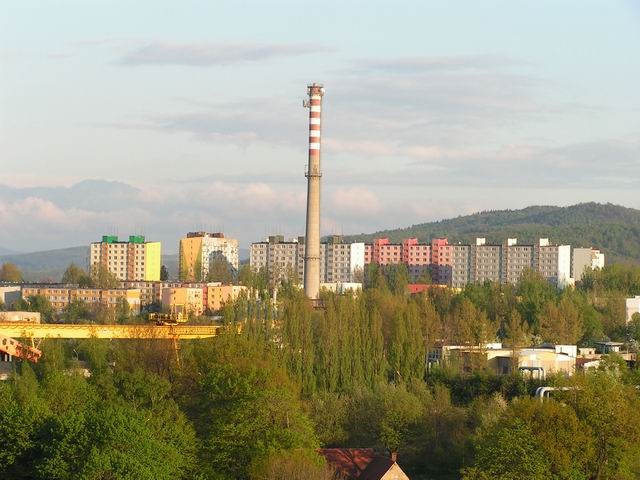
Piaskowa Góra, dzielnica Wałbrzycha

Piaskowa Góra – powieść Joanny Bator opublikowana w 2009. Tytuł utworu pochodzi od nazwy wałbrzyskiej dzielnicy bloków; jego bohaterkami są Jadwiga Chmura i jej córka Dominika, powieść opowiada o łączących je relacjach, a także o losach ich rodziny. Kontynuacją Piaskowej Góry jest powieść Chmurdalia z 2010.

## Odbiór powieści
Recenzentka Marta Cuber chwaliła Piaskową Górę za próbę rozumiejącego przedstawienia polskiej historii i dramaturgii losów kobiet, zarzucała natomiast autorce popadanie w feministyczną sztampę. Dariusz Nowacki  natomiast chwalił powieść za błyskotliwą ironię, wiarygodny opis obyczajów oraz odrębność na tle polskiej prozy feministycznej.
W 2010 powieść otrzymała nagrodę w konkursie literackim PTWK, w tym samym roku była też nominowana do Nagrody Literackiej Nike. Niemiecki przekład powieści autorstwa Esther Kinsky był w 2011 nominowany do międzynarodowej nagrody German International Literary Award Haus der Kulturen der Welt.
Powieść została także przełożona na języki: niemiecki, węgierski, francuski, hebrajski, czeski ora włoski.